# 한국고미술협회
한국고미술협회(韓國古美術協會)는 문화유산의 건전한 유통질서를 확립하여 회원의 자질향상과 상호간의 친목과 권익을 도모하기 위하여 1971년 2월 18일 설립허가된 대한민국 문화체육관광부 소관의 사단법인이다. 사무실은 서울 종로구 인사동7길 12 별관 7층 2호 (우편번호: 03149)에 있다.

## 주요 사업
- 문화유산 보호선양
- 학술교양 향상과 미술품의 감정에 관한 사업
- 미술품의 거래질서 확립을 위한 자율적 업계 정화사업
- 기타 본회의 목적달성에 필요하거나 관련된 사업